# Targon
Targon är en kommun i departementet Gironde i regionen Nouvelle-Aquitaine i sydvästra Frankrike. Kommunen ligger i kantonen Targon som tillhör arrondissementet Langon. År 2022 hade Targon 2 045 invånare.

## Befolkningsutveckling
Antalet invånare i kommunen Targon
Referens:INSEE